# Psammogorgia ridleyi
Psammogorgia ridleyi är en korallart som beskrevs av Thomson och Simpson 1909. Psammogorgia ridleyi ingår i släktet Psammogorgia och familjen Plexauridae. Inga underarter finns listade i Catalogue of Life.